# Festival Flamenco Lisboa
O Festival Flamenco Lisboa nasceu em 2008 por iniciativa do diretor artístico Francisco Carvajal. Desde o seu início teve representações nas salas mais conceituadas de Lisboa. 
Ao longo destes anos atuaram mais de 45 artistas solistas, cerca de 500 artistas acompanhantes, e vários artistas portugueses convidados. Foram ainda dinamizadas atividades paralelas e intervenções em outras cidades como Porto, Évora, Sintra, Lagos, etc. Contou ainda com a colaboração de escolas públicas de Lisboa e Oeiras, o Museu Nacional de Etnologia, o Museu Nacional de Arqueologia e muitos outros que foram de grande importância para o Festival.
Em 2022, a Zález Artist Collect, uma Associação sem fins lucrativos, passou a ser responsável do Festival Flamenco Lisboa com a missão de Preservar, inovar e expandir a arte do Flamenco, reconhecido como Património Imaterial da humanidade, integrando-o na cultura portuguesa. 

### 2008
Pepe Habichuela e Josemi carmona sexteto - Habichuela en Rama | Aula Magna
Miguel Poveda - Recital Flamenco | Aula Magna
Fuensante La Moneta - Lo que me trae el aire | Aula Magna

### 2009
Javier Barón - AL BAILE | Aula Magna
Jerónimo Maya - AL TOQUE | Aula Magna

### 2010
Enrique Morente - Lorca em Lisboa | Teatro Nacional São Carlos  
Cañizares | Teatro Nacional São Carlos 
Familia Vargas e Miguel Detena - Flamenco de Extremadura | Teatro Nacional São Carlos 

### 2011
Estrella Morente | Coliseu dos Recreios
Maria Juncal, Marta Chasqueira, Esther Merino, Alexandra Gutkin | Coliseu dos Recreios

### 2012
Los Vivancos | Praça de Touros Campo Pequeno
Matilde Coral - Masterclass para as profesoras de Flamenco em Portugal |  Praça de Touros Campo Pequeno

### 2013
Carmen Linares | Centro Cultural de Belém
El Yiyo - El Tablao de Carmen Amaya - Centro Cultural de Belém

### 2014
Farruquito - Improvisao | Centro Cultural de Belém
Pastora Galvan | Teatro São Luiz
Jorge Pardo - Josemi Carmona - Bandolero - JAZZ + FLAMENCO | Teatro São Luiz

### 2015
Fuensanta La Moneta, Quinteto Flamenco Suite | Teatro São Luiz e Teatro Garcia de Resende
Argentina -  Sinergia | Praça de Touros Évora e Teatro São Luiz
Amós Lora Quinteto - Manuel D'Oliveira - Paloma Fontova - A Paco de Lucia | Centro Cultural de Belém
Gipsy Rappers | Clube Ferroviário 

### 2016
Manuel Fernández Montoya "El Carpeta"  | Teatro da Trindade 
Columna Flamenca - Corpo Sonoro | Teatro da Trindade 
Javier Conde | Teatro da Trindade
Rocío Molina e Rosário "La Tremendita" | Casino Estoril

### 2017
Gerardo Nuñez com participação especial de Hélder Moutinho e Pedro de Castro - Entre dos aguas - A Paco de Lucia | Teatro Garcia de Resende, Aula Magna e Auditório Municipal de Lagoa 
Miguel Vargas - Raíces - Extremadura Flamenca | Aula Magna e Teatro Aveirense 
El Yiyo - Flamenco de Sangre | Aula Magna e Teatro Municipal de Vila do Conde 

### 2018
Sara Baras | Casino Estoril
Maria Juncal Cia. - Emotions | Capitólio 
Esther Merino - Mil y una razones | Capitólio 
Úrsula y Tamara Lopez Cia - Bailándote, Tributo a Paco de Lucía | Capitólio 

### 2019
Eduardo Guerrero - GUERRERO | Aula Magna e Casa da Música
Dorantes - El Tiempo Por Testigo | Aula Magna e Casa da Música
Camerata Flamenco Project, Célia Romero | Voz do Operário e Casa da Música
Úrsula e Tamara López - Bailándote, Tributo a Paco de Lucía | Centro Cultural Olga Cadaval

### 2020
Lucía Ruibal - Ciclo de Baile Flamenco | Lounge D Casino Estoril  

### 2021
Eduardo Guerrero - Faro | Casino Estoril  

### 2022
Ballet Español de Murcia | Pássion Flamenca - Casino Estoril
Ostalinda Suárez | Acaná-Off - Casino Estoril
El Yiyo & Su Troupe | Jubileu- Casino Estoril 

### 2023

#### Dança
Eduardo Guerrero - Guerrero - Casino Estoril
Mercedez Ruíz Cia - Tauromagia - Casino Estoril

#### Música
Martírio y Chano Dominguéz - Convidada especial Kátia Guerreiro- Coplas de Madrugá | Casino Estoril

#### Actividades Paralelas
Aula Enrique Morente - Paco Carvajal - Manuel Pajares y Joaquín Muñino | Instituto Cervantes, Lisboa
Javier Conde - Dia Internacional do Flamenco - Casa da Galicia 
Lorca Improvável, A voz de Lorca, 1 sessão - Joaquín Muñino e Manuel Pajares | Sala de Âmbito Cultural do El Corte Inglés
Lorca Improvável, A voz de Lorca, 2 sessão - Ostalinda Suárez e Sara Castro | Sala de Âmbito Cultural do El Corte Inglés

### 2024

#### Actividades Paralelas
Lorca Improvável, Rosas e Torgas - Diego El Gavi e Joaquín Muñino | Espaço Miguel Torga